# Brezik (Prnjavor)
Pour les articles homonymes, voir Brezik.
Brezik (en serbe cyrillique : Брезик) est un village de Bosnie-Herzégovine. Il est situé dans la municipalité de Prnjavor et dans la république serbe de Bosnie. Selon les premiers résultats du recensement bosnien de 2013, il compte 134 habitants.

## Démographie

### Évolution historique de la population dans la localité
| 1948 | 1953 | 1961 | 1971 | 1981 | 1991 | 2013 |
| ---- | ---- | ---- | ---- | ---- | ---- | ---- |
| -    | -    | 391  | 385  | 343  | 304, | 134  |

|  |